# Peter Grant
Peter James Grant (Londra, 5 aprile 1935 – Eastbourne, 21 novembre 1995) è stato un produttore discografico e manager britannico; fu il manager degli Yardbirds e poi dei New Yardbirds, che divennero poi noti col nuovo nome di Led Zeppelin. Successivamente divenne Produttore Esecutivo della Swan Song Records, casa discografica fondata dai Led Zeppelin nel 1974.
Sempre caro alla band, egli veniva considerato il quinto componente del gruppo, il quinto "Zeppelin"..
Più volte, al fine di difendere la band da minacce o truffe, non esitava, con l'aiuto del roadie Richard Cole, a malmenare e a punire i gestori dei locali o chiunque potesse danneggiare il gruppo, aiutato in ciò anche dalla sua notevole stazza (era alto 196 cm e pesava oltre 150 chili). Tra gli episodi che lo interessarono ci fu l'aggressione a un ufficiale canadese durante un concerto: l'agente si trovava in mezzo alla folla con un microfono per misurare il numero effettivo dei decibel emessi dagli amplificatori del gruppo quando, all'improvviso fu agguantato e trascinato di forza dietro le quinte: Grant, avendolo notato, lo aveva scambiato per un pirata discografico e di tutta risposta sollevò il macchinario sfasciandoglielo successivamente sulla testa. Famosa fu un'apparizione televisiva in cui, bruciando alcuni bootlegs, minacciò i registi amatoriali di video pirata dei concerti del gruppo. 
È possibile vederlo anche all'inizio del video di The Song Remains the Same dove lui e Richard Cole vengono raffigurati come due gangster che sparano contro un gruppo di mafiosi.

## Filmografia
- Titanic, latitudine 41 nord (A Night to Remember, 1958)
- I cannoni di Navarone (The Guns of Navarone, 1961)
- Cleopatra (1963)
- Carry On Columbus (1992)